# Tricyphona congrua
Tricyphona congrua är en tvåvingeart som först beskrevs av Walker 1848.  Tricyphona congrua ingår i släktet Tricyphona och familjen hårögonharkrankar. Inga underarter finns listade i Catalogue of Life.